# Атеа
Атеа (Ватеа, Фатеа, Вакеа, Ваза, Увоке, Уакеа) в полинезийской мифологии — обожествлённое небесное пространство.
Также первоначальный бог, который превратил сам себя в два божества — бога Ранги и богиню Папа, родителей всех других полинезийских богов. Популярен миф о борьбе Атеа и Тане, в которой Тане убивает Атеа, что и приводит к отделению неба (Ранги) от земли (Папа).
В мифах Тахуата (Маркизские острова), Атеа (Пространство) возник однажды утром из Хаоса (Танаоа). Освобождая себя, он дал возможность возникнуть Атануа. Они поженились и у них был сын Ту-Меа — первый человек.
В мифологии Туамоту, Атеа был богом Неба, который женился на Фаахоту, но после рождения первенца волшебника Таху, умер от голода на плоской груди Фаахоту. Другие повествуют, что божества поменялись полами. Легенда рассказывает об Атеа и Тане, более молодом боге, которого Атеа пытался захватить. После того, как против Тане было послано множество божеств, юный бог сбежал на Землю, и бродил там до тех пор, пока не проголодался настолько, что убил и съел одного из своих предков. Это было началом того, что стало людоедством. Достигнув зрелости, Тане объявил войну Атеа и убил его ударами грома своего предка Фату-тири.
В мифологии Гавайских островов Атеа считался мужем богини Папа (богини земли).